# Kostel svaté Anny (Paříž)
Kostel svaté Anny Královské (Église Sainte-Anne-la-Royale) byl kostel v Paříži v 7. obvodu zasvěcený svaté Anně. Kostel byl zbořen v 19. století.

## Historie
Kostel se nacházel mezi Quai Voltaire a Rue de Lille v 7. obvodu. Autorem návrhu kostela byl italský architekt Guarino Guarini. Guarini byl povolán do Paříže, aby vedl stavbu nového kostela pro kajetány poblíž řeky Seiny. Kostel byl teprve prvním Guariniho velkým architektonickým dílem a obsahoval několik novinek. Guarini použil arkády a kostel zakončil kupolí. Kostel byl vysvěcen v roce 1666, ale zůstal nedokončený. Kostel byl zbořen v letech 1821–1823.